# サザランド統監
サザランド統監（サザランドとうかん、英語: Lord Lieutenant of Sutherland）は、イギリスの官職。統監の1つで、サザランドを担当する。1789年に勃発したフランス革命がヨーロッパ諸国に飛び火するとともに1792年にはスコットランド各地で暴動がおこり、地方政府の対応に不満を感じたイギリス政府は1794年にイングランドの統監職をスコットランドでも常設職として設立した。

## 一覧
- 1794年3月17日 – 1830年：ゴア伯爵ジョージ・ルーソン＝ゴア（のち第2代スタッフォード侯爵）[2]
- 1830年7月31日 – 1861年2月28日：ゴア伯爵ジョージ・サザーランド＝ルーソン＝ゴア（のちスタッフォード侯爵（儀礼称号）、第2代サザーランド公爵）[2]
- 1861年4月30日 – 1892年9月22日：第3代サザーランド公爵ジョージ・サザーランド＝ルーソン＝ゴア（英語版）[2]
- 1892年11月5日 – 1913年6月27日：第4代サザーランド公爵クロマーティ・サザーランド＝ルーソン＝ゴア（英語版）[2]
- 1913年9月9日 – 1944年11月29日：第5代サザーランド公爵ジョージ・サザーランド＝ルーソン＝ゴア（英語版）[2]
- 1945年3月6日 – 1950年8月15日：ジョージ・カンボーン・ボークラーク・ペインター（英語版）[2]
- 1950年11月17日 – 1962年7月15日：ジョージ・ストレインシャム・ローストーン（英語版）[2]
- 1962年11月22日 – 1972年：ミッグデイル卿ジェームズ・フレデリック・ゴードン・トムソン[2]
- 1972年10月8日 – 1991年：アラン・マクドナルド・ギルモア（のち騎士爵）[2]
- 1992年1月27日 – 2004年2月：デイヴィッド・ヒューストン[2][3]
- 2005年6月 – 2022年8月1日：モニカ・メイン[4][5][6]
- 2022年8月1日 – ：パトリック・クロード・マリオット（英語版）[4]